# 초프
초프(독일어: Zopf)는 밀가루, 우유, 달걀, 버터, 효모로 만들어지는 스위스, 오스트리아, 독일의 빵이다. 초프의 이름은 "꽈배기"라는 뜻을 가진 독일어 단어에서 유래했다.
초프 반죽에는 굽기 전에 달걀 노른자가 칠해지는데 이는 초프 특유의 금색 껍질을 생기게 한다. 빵의 모양은 꽈배기 모양이고 일요일의 아침 식사로 주로 제공된다. 슈바벤에서 만들어지는 초프에는 헤페크란츠(Hefekranz)라는 이름이 붙기도 한다.

## 같이 보기
- 할라
- 추레키
- 바노치카